# ماركو سيميتش
ماركو سيميتش هو لاعب كرة قدم صربي في مركز الهجوم، ولد في 7 نوفمبر 1993 في بلغراد في صربيا. لعب مع نادي أو إف كيه بيوغراد.

## وصلات خارجية
- ماركو سيميتش على موقع قاعدة بيانات كرة القدم.إي يو (الإنجليزية)
- ماركو سيميتش على موقع Soccerbase.com (لاعب) (الإنجليزية)
- ماركو سيميتش على موقع Soccerway.com (الإنجليزية)